# Gützkow

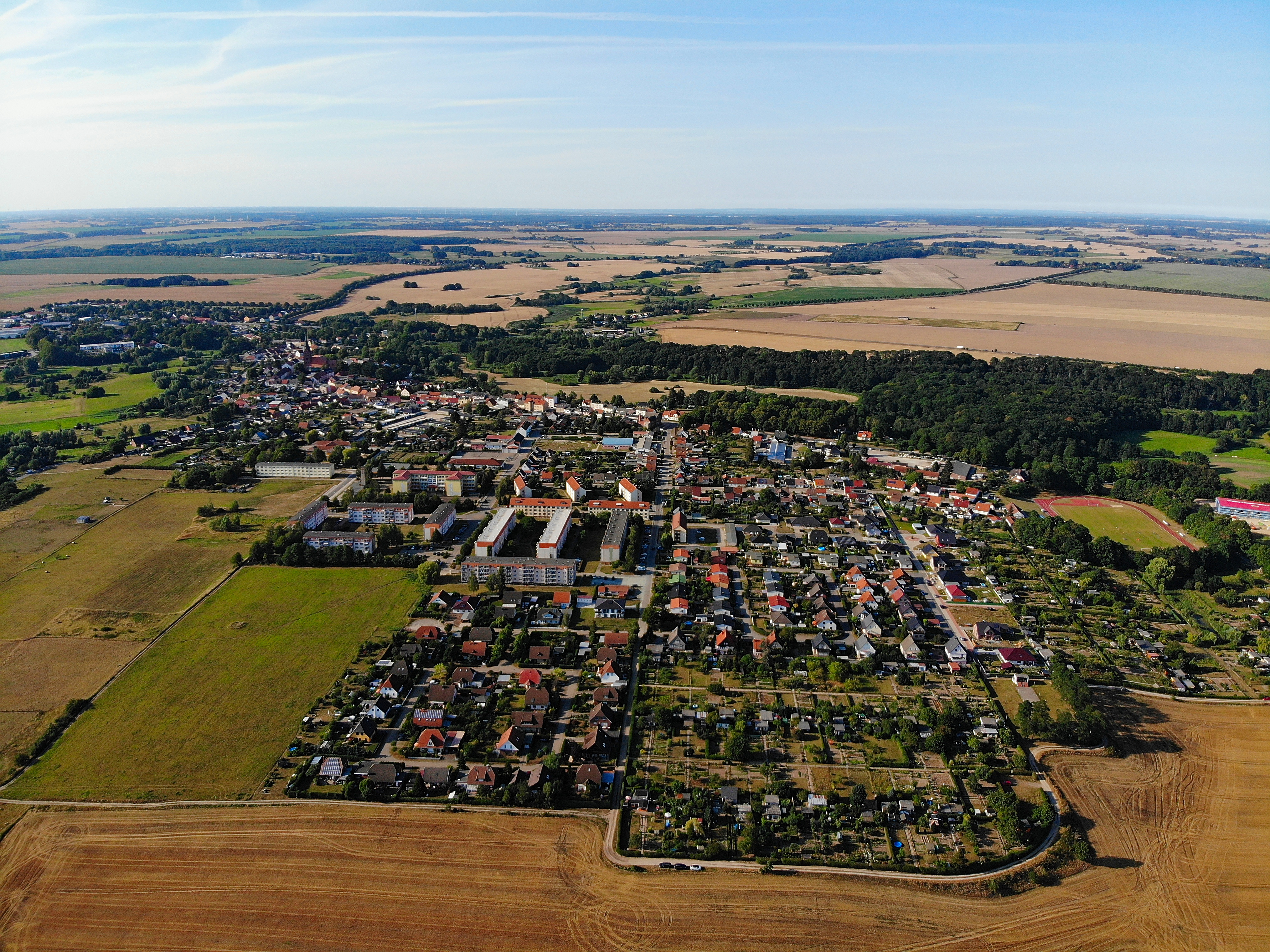
Gützkow Luftaufnahme (2020)

Gützkow ist eine Landstadt im Landkreis Vorpommern-Greifswald in Mecklenburg-Vorpommern. Sie gehört zum Amt Züssow und bildet für ihre Umgebung ein Grundzentrum.

## Geografie

### Geografische Lage
Gützkow liegt 20 km südlich der Kreisstadt Greifswald und jeweils 28 km westlich von Wolgast und nordwestlich von Anklam. Südlich wird die Stadt von der Peene begrenzt. Durch das Stadtgebiet fließt die Swinow, die südlich von Gützkow in die Peene mündet. Die Swinow wurde seit 2011 in ihrem Lauf saniert, es wurden beginnend am Unterlauf (Kanal) Überschwemmungsflächen angelegt, die gleichzeitig als Feuchtbiotope dienen. Teilweise wurde der Lauf in die natürlichen Mäander zurückgeführt. Im östlichen Teil des Stadtgebiets befindet sich der Kosenowsee.

### Stadtgliederung
Zur Stadt Gützkow gehören laut ihrer Hauptsatzung folgende Ortsteile:
|                                                    |                                               |                                        |
| - Breechen - Dargezin - Dargezin-Vorwerk - Fritzow | - Gützkow - Gützkow Meierei - Kölzin - Lüssow | - Neuendorf - Owstin - Pentin - Upatel |

### Nachbargemeinden
Nachbargemeinden sind Behrenhoff im Norden, Groß Kiesow im Nordosten, Züssow und Schmatzin im Osten, Groß Polzin im Südosten, Neetzow-Liepen im Süden Jarmen im Südwesten, Bentzin im Westen und Bandelin im Nordwesten.

### Geologie
Gützkow und die umliegenden Ortschaften liegen auf einer erhöhten Landfläche, die sich ca. 16 Meter über NHN erhebt. Diese Platte, die im Untergrund aus Lehm besteht, wird besonders um Gützkow stark durch eiszeitliche Rinnen der Swinow, des Dargeziner Baches und anderer kleinerer Bäche zerschnitten. Diese Rinnen mit den noch vorhandenen Fließgewässern und den moorigen Randbereichen geben der Landschaft um Gützkow einen besonderen Reiz. Zur Peene hin fällt die Platte relativ steil ab und bildet fast ein Kliff. An den Mündungen der eiszeitlichen Rinnen in das Urstromtal der Peene sind fast überall kompakte Sand- und Kiesablagerungen zu finden. Oft sind auch, besonders in Peenenähe, Tongruben vorhanden, die von den Gütern zur Herstellung von Ziegeln genutzt wurden. Nördlich der Gemeinde zieht sich bei Bandelin ein Os in west-östlicher Ausrichtung hin, das auch dem Sand- und Kiesabbau dient. Von Bad Sülze im Westen zieht sich bis nach Gützkow ein Salzgürtel hin, der bei Kölzin endet. Östlich von Gützkow entdeckte um 1900 der Apotheker Ascher eine Kalklagerstätte am Hochufer der Swinow, die aber nie ausgebeutet wurde.

## Geschichte

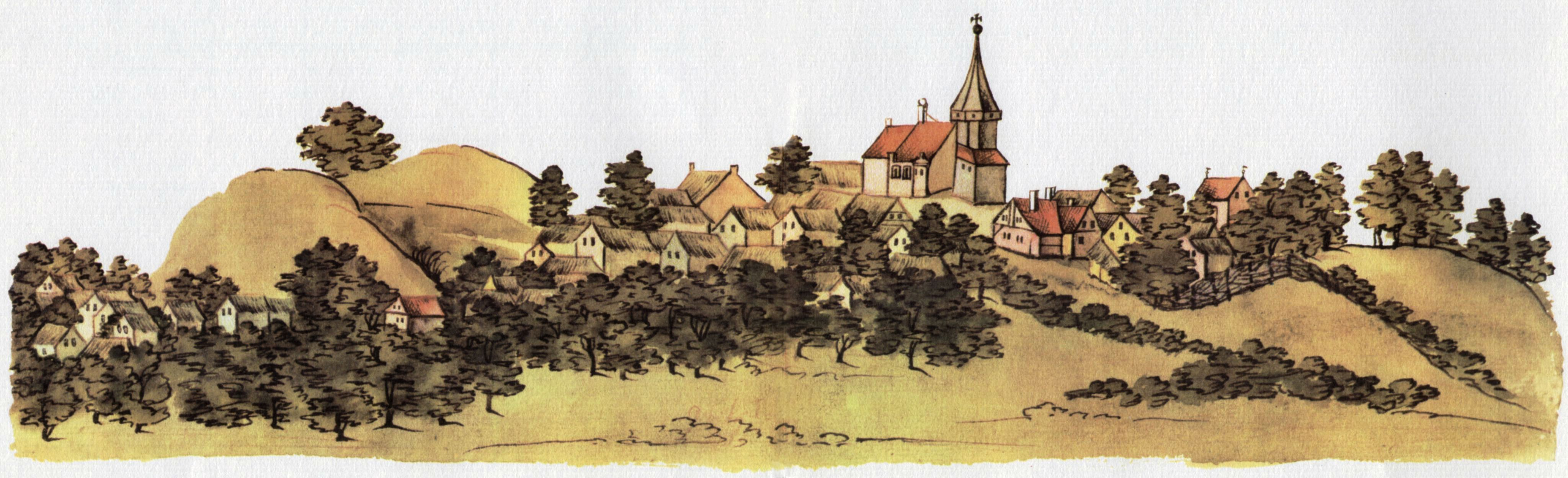
Ansicht von Gützkow um 1611/15. Aus der Stralsunder Bilderhandschrift

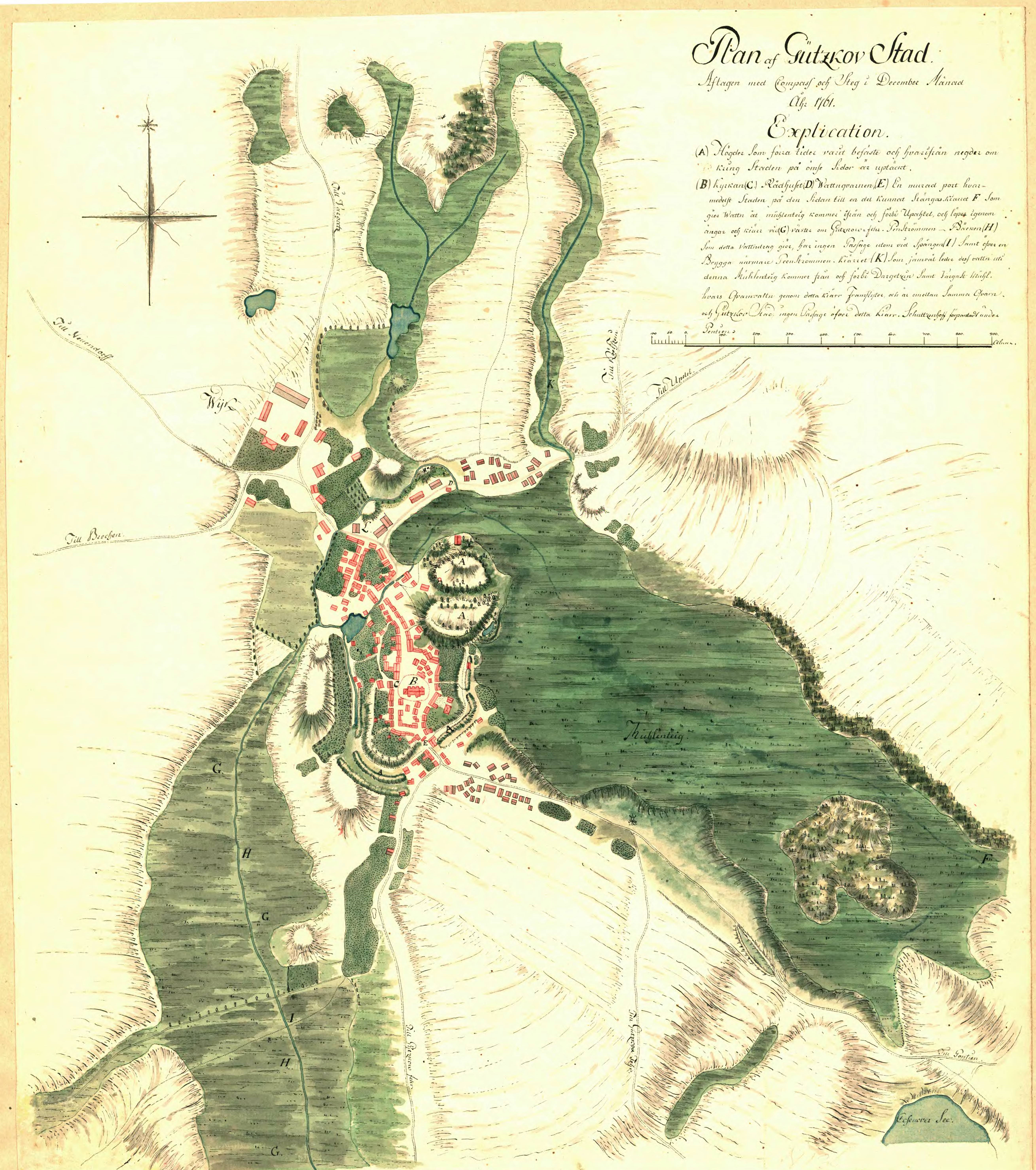
Stadtkarte Gützkow von 1761

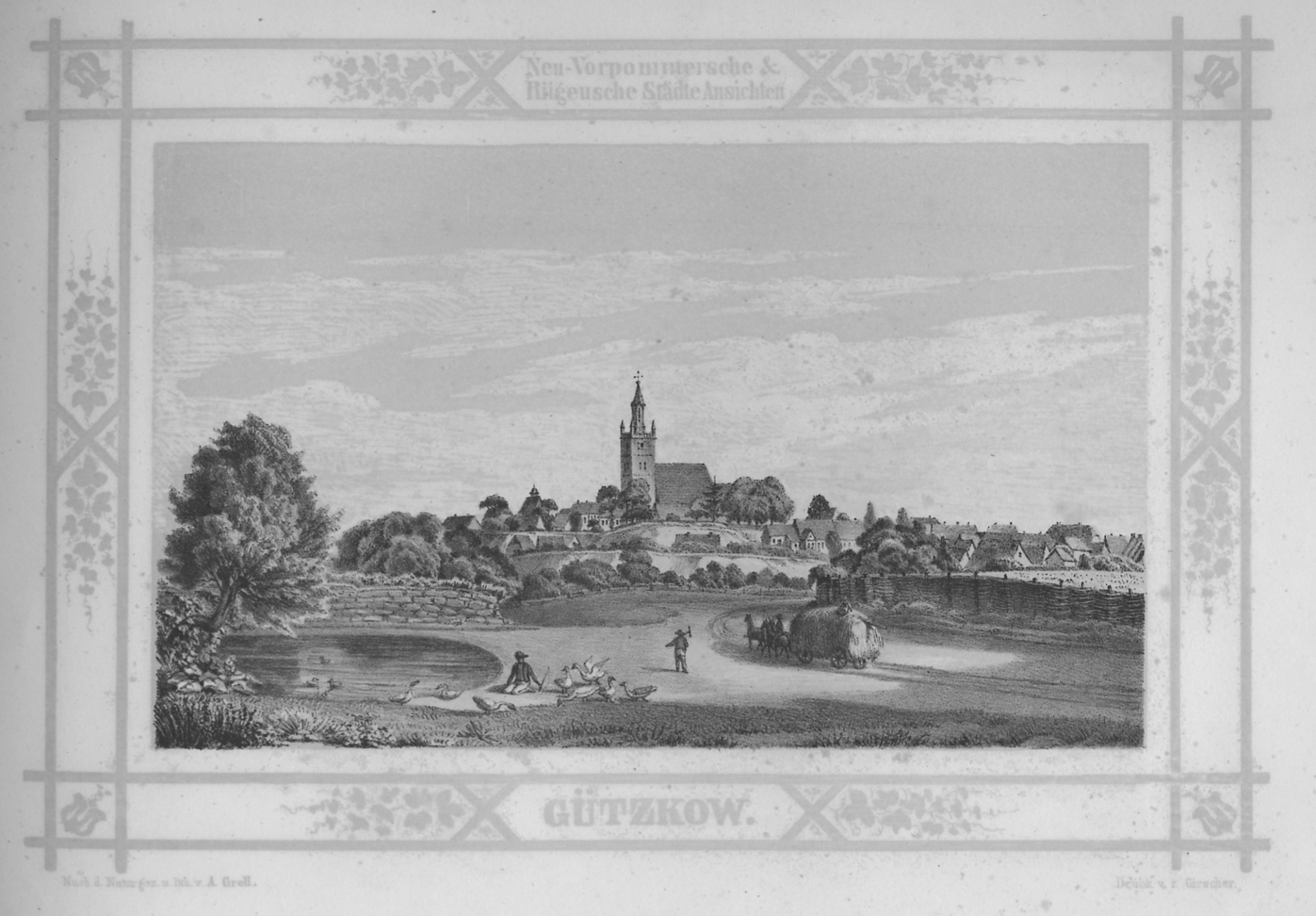
Gützkow um 1845 – Ansicht von Süden

### Name
Der Name Gützkow kommt aus dem Slawischen. Der Name leitet sich von dem slawischen Gost = Gast ab und bedeutet demnach Ort der Gäste, bezugnehmend auf den urkundlich überlieferten Tempel, zu dem aus der Umgebung die Einwohner zu Kulthandlungen kamen. Das trifft laut Heinrich Berghaus auch auf die Schreibung mit „C“ zu. Genannt wurde Gützkow in den Urkunden von 1128 Gozgaugia, 1163 Gozcowa, 1175 Gotzchowe, 1207 Gotzkowe und 1228 Gutzecowe neben vielen anderen ähnlichen Schreibungen, ab 1249 nur noch ausschließliche Schreibungen mit „G“. Die Schreibung mit „C“ erfolgte 1140, als der Ort mit Chozcho, 1183 als Chozkowe, 1214 als Chozcowe und 1228 als Gutzkowe nachgewiesen wurde. Die niederdeutsche Bezeichnung lautet Gütschow.

### Stadtbefestigung
Die Stadt hatte zwei Stadttore, das Mühlentor oder auch Tor zu den Mühlen genannt und das Hohe Tor oder auch Kuh-Tor, beide wurden beim Straßenbau um 1850 abgerissen. Eine Stadtmauer hatte Gützkow nie, die natürlichen Steilhänge wurden lediglich mit sogenanntem Hakelwerk geschützt. Dieses Hakelwerk ist in der Stralsunder Bilderhandschrift von 1611/15 deutlich erkennbar. Hinter dem heutigen Rathaus stand ein archäologisch nachgewiesener Wehrturm mit Sicht zur Peene. Vor den Steilhängen zum Stadtberg war ein umfangreiches System von Wällen und Gräben angelegt. Sie sind im Stadtplan aus dem schwedischen Militäratlas deutlich erkennbar. Diese Befestigungen wurden etwa 1790 eingeebnet, da in der Stadt keine Baustellen für Häuser mehr zu finden waren.
Die im Ort so genannte Stadtmauer ist eine in mehreren Teilstücken um 1890 errichtete Hangstützmauer aus Feldsteinen. Sie wurde teilweise z. B. im Seilergang und im Pastorpark restauriert. Umfangreich waren die Rekonstruktionen an der Rathaustreppe und am Kantorberg zur Hangbefestigung, die L-Betonelemente waren bis zu 4 m hoch und wurden stufenweise nach oben gesetzt und danach mit Feldsteinmauern verkleidet.

### Frühgeschichte und Mittelalter
Wegen der günstigen geografischen Lage wurde Gützkow, wie durch archäologische Funde nachgewiesen, seit der Jungsteinzeit besiedelt. Viele Funde belegen auch die Ansiedlung von Germanen. Nach der Völkerwanderung war der Ort mit der Höhenburg Sitz slawischer Fürsten. 1128 wurde Gützkow im Zusammenhang mit dem Missionar Bischof Otto von Bamberg genannt, der den berühmten slawischen Tempel zerstören ließ. Die Zerstörung des Orts durch Heinrich den Löwen bzw. König Waldemar I. von Dänemark in der Zeit von 1164 bis 1177 sind von dem dänischen Chronisten Saxo Grammaticus und in der Knýtlinga saga erwähnt. Um 1175 wurde die Siedlung als Burgward bezeichnet. Um 1230 erfolgte der Umbau zur deutschen Stadt. Ein verzweigtes Straßennetz entstand auf dem natürlichen Hügel am Tal des Swinowbaches.
Seit dem 12. Jahrhundert gehörte Gützkow zum Herrschaftsbereich der pommerschen Herzöge, die es hauptsächlich ab dem 13. Jahrhundert mit deutschen Einwanderern besiedeln ließen. Im 13. und 14. Jahrhundert waren es die Grafen von Gützkow, die als Lehnsleute und Verwandte der pommerschen Herzöge die Region beherrschten. Erstmalig 1300/1301 wurde Gützkow urkundlich als Stadt erwähnt und 1353 als civitas mit lübschem Stadtrecht bezeichnet, die Stadtgründung wird jedoch für 1235 vermutet. Die Pfarrkirche St. Nikolai entstand ab 1241.

### 1600–1900
Infolge des Dreißigjährigen Krieges kamen 1648 die westlich und in einem Streifen östlich der Oder mit Stettin gelegenen pommerschen Gebiete und damit auch Gützkow unter schwedische Herrschaft. 1720 wurde Gützkow infolge des Großen Nordischen Krieges schwedische Grenzstadt zu Preußen mit Grenz- und Zollstation an der Gützkower Fähre. Schwedisch-Vorpommern bestand jetzt nur noch aus der Insel Rügen und dem Gebiet nördlich der Peene ohne Usedom. 1729 brannte die Stadt einschließlich der Kirche fast komplett nieder. Der Brand war vom Pfarrgehöft ausgegangen und hatte sich durch starken Ostwind schnell ausgebreitet, lediglich der Ortsteil Schulzenhof/Torney blieb erhalten. Die schwedische Provinzialregierung in Stralsund verfügte dann, dass in der Stadt keine Gebäude mit Stroh- oder Schilfeindeckung errichtet werden durften, deshalb die Scheunen außerhalb der Stadt neu gebaut wurden – laut Karte 1761 nördlich und östlich. Nach dem Wiener Kongress 1815 kam Schwedisch-Vorpommern mit Gützkow zu Preußen.

Stärkefabrik mit Kleinbahn (rechts) 1907

Im 19. Jahrhundert kam es insbesondere im Handwerk und Handel zum wirtschaftlichen Aufschwung. Die Bevölkerungszahl stieg von 997 Einwohnern im Jahr 1816 auf 1864 im Jahr 1992. 1832 wurde die Alte Schule gebaut, die bis 1932 als Schule diente. In der zweiten Hälfte des 19. Jahrhunderts behinderte der Magistrat durch verschiedene Beschlüsse langfristig die weitere Entwicklung der Stadt. So wurde eine Berührung des Ortes durch die 1863 gebaute Angermünde-Stralsunder Eisenbahn abgelehnt. Ebenso verfuhr man gegenüber der Greifswald-Jarmener-Kleinbahn (GJK), so dass 1897 die Bahnstrecke nur über das Gut Wieck nach Jarmen geführt werden konnte. Auch der Bau einer Zuckerfabrik wurde abgelehnt, diese wurde folglich in Jarmen errichtet. 1907 wurde auf Betreiben der einflussreichen Gutsbesitzer als Aktionäre 1907 die Stärkefabrik Gützkow errichtet. Für diese Fabrik wurde 1907 eine Kleinbahnzweigstrecke von Wieck dorthin gebaut, die 1908 bis zur Gützkower Fähre verlängert wurde. 1926 wurde die Teilstrecke wegen mangelnder Auslastung von der Fähre bis zur Stärkefabrik zurückgebaut. Als Wieck mit anderen Orten 1928 nach Gützkow eingemeindet wurde, hatte die Stadt einen Bahnhof auf ihrem Territorium.

### Neuere Zeit

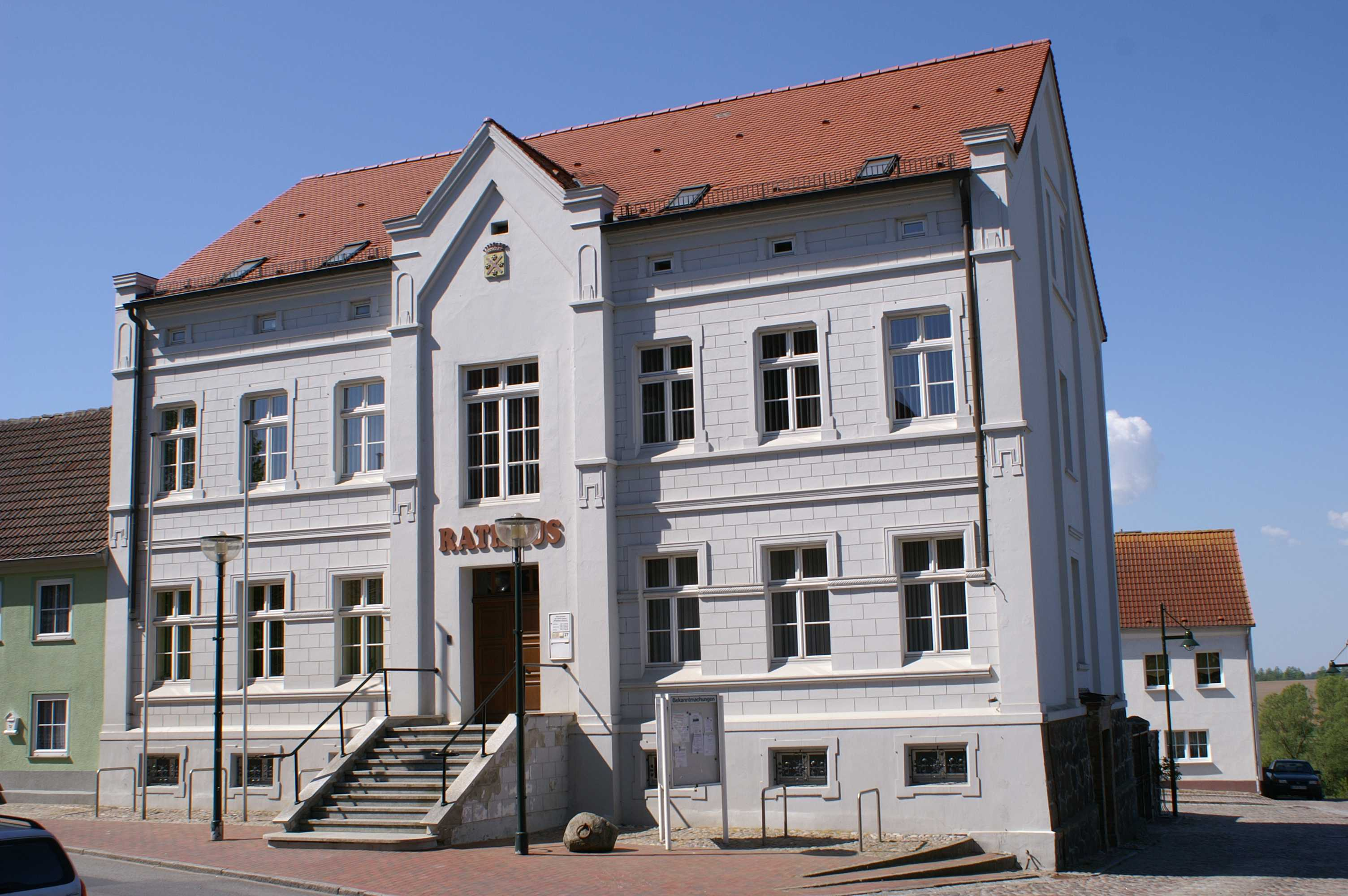
Rathaus

Die Kleinbahnstrecke wurde 1945 stillgelegt und die Gleisanlagen und der Fahrzeugpark als Reparationsleistungen an die Sowjetunion demontiert und abtransportiert. Die Stärkefabrik und der Wagenbau Frank wurden enteignet und zunächst als Staatsbetriebe weitergeführt. Bei Frank entstand das LBH-Werk, aus dem 1952 der VEB Landmaschinenbau Gützkow wurde, der seine Produktion in die frühere Stärkefabrik verlegte. Dieser wurde 1966 zu einem Betriebsteil des Reparaturwerks Neubrandenburg (RWN), in dem Reparaturen und Ersatzteilfertigungen für Panzer und gepanzerte Fahrzeuge der NVA und der Armeen des Warschauer Paktes durchgeführt wurden. Nach der Wende wurde das RWN Gützkow mit 400 Beschäftigten aufgelöst.
Zur Verbesserung der Wohnungssituation in der Stadt waren im März 1959 eine Arbeiterwohnungsbaugenossenschaft (AWG) gegründet und 1962 die ersten zwölf Wohnungen in der Friedrich-Ludwig-Jahn-Straße fertiggestellt worden. 2002 befanden sich 140 Wohnungen in Gützkow im Bestand der Genossenschaft.
Nach 1990 wurden weitere strukturbestimmende Betriebe, wie die LPG (Pflanzenproduktion) mit 350 und die LPG (Tierproduktion) mit 150 Beschäftigten, abgewickelt. Der 1968 aufgebaute NVA-Stützpunkt, eine Funk- und Radarerkennungseinheit mit ca. 20 Soldaten, wurde von der Bundeswehr geschlossen. Dort entstand die Feuerwehrtechnische Zentrale des Kreises.
Ab 1991 wurde der historische Stadtkern mit dem Rathaus im Rahmen der Städtebauförderung grundlegend saniert.
Von 1952 bis 1994 gehörte Gützkow zum Kreis Greifswald (bis 1990 im DDR-Bezirk Rostock, 1990–1994 im Land Mecklenburg-Vorpommern). 1994 wurde die Stadt in den Landkreis Ostvorpommern eingegliedert. Seit der Kreisgebietsreform 2011 liegt sie im Landkreis Vorpommern-Greifswald.
Gützkow war ab 1992 Sitz des Amtes Gützkow und gehört seit 2005 zum Amt Züssow.

### Geschichte der Ortsteile
Breechen wurde 1574 erstmals als Briechem urkundlich genannt und nach 1629 oft als Breichen bezeichnet. Seit dem 13. Juni 2004 gehört die Gemeinde Breechen-Neuendorf zu Gützkow.
Dargezin wurde 1232 erstmals urkundlich als Targossin erwähnt und erst 1491 Dargatczin genannt.
Dargezin-Vorwerk wurde 1774 erstmals genannt und kam 1962 zu Kölzin und 2014 zu Gützkow.
Fritzow ist eine slawische Gründung und wurde erstmals 1353 als Vritzou (slawisch für Heidekraut) und ab 1597 als Fritzow erwähnt. Sie hat ein Gutshaus von um 1890.
Gützkow Meierei wurde als Vorwerk des Gutes Wieck nach 1835 angelegt.
Kölzin wurde 1451 als Koltzyn urkundlich erwähnt. 1862 wurde die Kirche geweiht. Zum 25. Mai 2014 wurde die Gemeinde Kölzin mit ihren Ortsteilen Kölzin, Upatel, Fritzow, Dargezin und Dargezin-Vorwerk nach Gützkow eingemeindet.
Lüssow wurde erstmals 1228 als Lutzowe (slawisch für grimmiges Volk) und 1597 als Lüssow erwähnt. Der Ort hat eine spätgotische Kirche aus dem 15. Jahrhundert und ein Herrenhaus von 1867. Mit Wirkung vom 1. Januar 2010 wurde die Gemeinde Lüssow nach Gützkow eingemeindet.
Neuendorf wurde 1446 als Nygendorpe urkundlich genannt. Es ist eine frühdeutsche Gründung.
Owstin wurde 1327 erstmals urkundlich als Owstyn (slawisch für Schafstall) genannt. Hier befindet sich ein Gutshaus vom um 1700. Owstin wurde am 24. August 1961 eingemeindet. Owstin gehörte bis 1928 zum Gutsbezirk Lüssow und kam deshalb erst 1961 zu Gützkow.
Pentin wurde 1334 erstmals urkundlich als Pentyn genannt. Das Herrenhaus stammt von um 1850. Der Ort wurde 1928 eingemeindet.
Upatel wurde erstmals 1315 als Upatel und 1353 wieder urkundlich als Upatell erwähnt. Der Ort wurde 1950 nach Kölzin und 2014 nach Gützkow eingemeindet.
Wohnplätze
Gützkower Fähre
Schulzenhof/Torney gehört seit 1913 zu Gützkow.
Wieck (slawisch Vik für Markt) weist als frühe Ortschaft in der Feldmark viele archäologische Fundstellen auf. Das Gut war im Besitz u. a. der Gützkow (um 1372), Neuenkirchen (ab 1447), Eickstedt (ab 1628) und Lepel (ab 1664). Das Herrenhaus wurde 1797 errichtet. Mit Wieck wurden 1928 die Meierei (Vorwerk von Wieck) und Vargatz eingemeindet. Vargatz gehörte bis 1949 zum Gemeindegebiet und kam dann per Volksentscheid zu Bandelin.
Historische Ortsteile
Crowelin wurde 1334 und später 1356 urkundlich erwähnt. Der slawische Name wird mit Kuh gedeutet. Es soll ein Meierhof gewesen sein, der als Herrschaftssitz die heute noch als Relikt erhaltene Turmhügelburg „Stüer Gützkow“ hatte. Dort wurde als Vogt der Gützkower Grafen Lippold von Behr genannt. Noch heute wird die der Gützkower Kirche zugehörige Landwirtschaft der Krowelin genannt. Sie liegt nördlich der Stadt und zieht sich bis nach Fritzow hin.
Swynrow wurde 1321 erstmals und dann 1353 urkundlich erwähnt. Der Name bedeutet im Slawischen Schweinehirt. Nach den urkundlichen Belegen ließ sich der nicht mehr bestehende Ort lokalisieren. Die Stelle wurde später in Liegenschaftskarten mit dem Flurnamen Dörpstell bezeichnet. Von 2000 bis 2003, und auch später mit Nachsuchen, wurden archäologische Oberflächensondierungen durchgeführt. Über 1500 Funde, überwiegend slawische Keramik von früh- bis spätwendisch wurden gesichert. Auch später wurden bei weiteren Nachsuchen viele hunderte Funde gemacht, darunter auch viele Metallreste und Schlacke, was auf eine ausgedehnte Metallverarbeitung hinweist. Am Hang zum Swinowbach gibt es auch größere Raseneisensteinlager, die sicher dafür genutzt wurden. Der letzte spektakuläre Fund auf der Dörpstell war das Petschaftsbruchstück des Grafen Johannes I. von Gützkow aus der Zeit um 1250. Dieses Petschaftsbruchstück ist neben dem von Rügenfürst Witzlaw III. eines der wenigen des frühmittelalterlichen Deutschland aus dem Hochadel.

## Bevölkerung
| Jahr | Einwohner |
| ---- | --------- |
| 1990 | 2932      |
| 1995 | 2863      |
| 2000 | 2793      |
| 2005 | 2801      |
| 2010 | 2827      |
| 2015 | 3093      |

| Jahr | Einwohner |
| ---- | --------- |
| 2020 | 2967      |
| 2021 | 2923      |
| 2022 | 2974      |
| 2023 | 2955      |

Stand: 31. Dezember des jeweiligen Jahres
Der Anstieg der Einwohnerzahl 2015 ist auf die Eingemeindung von Kölzin im Jahr 2014 zurückzuführen.
Angaben aus der Literatur und Daten des Einwohnermeldeamtes
| Jahr | Gützkow | Wieck | Fähre | Schulzenhof | Owstin | Pentin | Häuser-Gützkow | Gewerbe-betriebe | Bemerkung                     |
| ---- | ------- | ----- | ----- | ----------- | ------ | ------ | -------------- | ---------------- | ----------------------------- |
| 1687 | 104     | –     | –     | –           | –      | –      | –              | –                | nach Krieg und Pest           |
| 1764 | 558     | –     | –     | –           | –      | –      | 126            | 79               |                               |
| 1800 | 825     | –     | –     | –           | –      | –      | –              | –                |                               |
| 1816 | 997     | –     | –     | –           | –      | –      | 171            | 97               |                               |
| 1864 | 1992    | 137   | 4     | 15          | 83     | 118    | 261            | 174              |                               |
| 1905 | 2096    | 135   | 18    | 12          | 55     | 113    | –              | –                | 1913 und 1928 Eingemeindungen |
| 1925 | 1982    | –     | –     | –           | –      | –      | –              | –                |                               |
| 1939 | 2900    | –     | –     | –           | –      | –      | –              | –                |                               |
| 1946 | 4600    | –     | –     | –           | –      | –      | 419            | –                | Flüchtlinge und Vertriebene   |
| 1956 | –       | –     | –     | –           | –      | -      | –              | 105              | 984 Beschäftigte              |
| 1975 | 3500    | –     | –     | –           | –      | –      | 492            | –                |                               |
| 1983 | 3800    | –     | –     | –           | –      | –      | –              | –                |                               |
| 1990 | 2932    | –     | –     | –           | –      | –      | –              | –                |                               |
| 1998 | 2886    | –     | –     | –           | -      | –      | 546            | –                |                               |
| 2008 | 2893    | –     | –     | –           | –      | –      | –              | –                |                               |

Gützkow (Stadt) mit Wieck, Schulzenhof und Fähre hatte am 31. Dezember 2014 2216 Einwohner mit Hauptwohnung und 97 mit Nebenwohnung.
| Jahr | Breechen | Meierei | Neuendorf | Owstin | Pentin | Gützkow | Lüssow | Gemeinde Gützkow * |     | Dargezin | D.-Vorwerk | Fritzow | Upatel | Kölzin | Gemeinde Kölzin |
| ---- | -------- | ------- | --------- | ------ | ------ | ------- | ------ | ------------------ | --- | -------- | ---------- | ------- | ------ | ------ | --------------- |
| 2005 | 121      | 58      | 106       | 71     | 70     | 2376    | 194    | 2802               | 165 | 35       | 45         | 56      | 72     | 375    |                 |
| 2006 | 122      | 55      | 100       | 70     | 68     | 2348    | 186    | 2763               | 170 | 35       | 40         | 50      | 67     | 362    |                 |
| 2007 | 120      | 54      | 107       | 68     | 64     | 2312    | 182    | 2727               | 157 | 32       | 46         | 44      | 66     | 345    |                 |
| 2008 | 121      | 49      | 106       | 70     | 67     | 2291    | 184    | 2704               | 149 | 30       | 46         | 46      | 61     | 332    |                 |
| 2009 | 124      | 48      | 97        | 72     | 70     | 2249    | 182    | 2660               | 145 | 29       | 43         | 44      | 54     | 315    |                 |
| 2010 | 121      | 48      | 98        | 72     | 69     | 2247    | 183    | 2838               | 140 | 29       | 43         | 47      | 56     | 315    |                 |
| 2011 | 123      | 48      | 96        | 68     | 63     | 2258    | 175    | 2831               | 138 | 31       | 39         | 46      | 48     | 302    |                 |
| 2012 | 118      | 50      | 98        | 67     | 61     | 2229    | 171    | 2794               | 144 | 30       | 41         | 46      | 52     | 313    |                 |
| 2013 | 120      | 50      | 92        | 73     | 58     | 2233    | 173    | 2799               | 140 | 32       | 37         | 49      | 52     | 310    |                 |
| 2014 | 130      | 53      | 93        | 78     | 60     | 2313    | 188    | 3243               | 152 | 35       | 38         | 50      | 53     | –      |                 |
| 2015 | 130      | 56      | 91        | 78     | 62     | 2326    | 178    | 3247               | 146 | 36       | 39         | 54      | 51     | –      |                 |

Anmerkung: Die Ortschaften der ehemaligen Gemeinde Kölzin kamen ab 25. Mai 2014 zur Gemeinde Gützkow und zählen erst ab 2014 zu den Einwohnern.
In die Statistik für 2014 und 2015 ist die Zahl der Einwohner mit Nebenwohnungen einbezogen, da sie rechtlich in der Amtsstatistik geführt werden.

## Politik

### Stadtvertretung
Die Stadtvertretung von Gützkow besteht aus 12 Mitgliedern. Die Kommunalwahl am 9. Juni 2024 führte bei einer Wahlbeteiligung von 59,3 % zu folgendem Ergebnis:
| Partei / Wählergruppe         | Stimmenanteil 2019 | Sitze 2019 |  | Stimmenanteil 2024 | Sitze 2024 |
| ----------------------------- | ------------------ | ---------- |  | ------------------ | ---------- |
| Bürgerbündnis Gützkow (BBG)   | 33,2 %             | 5          |  | 76,6 %             | 9          |
| Wählergemeinschaft Kölzin     | 10,2 %             | 1          |  | 11,4 %             | 1          |
| CDU                           | 31,4 %             | 4          |  | 05,1 %             | 1          |
| Wählergemeinschaft Lüssow     | –                  | –          |  | 03,4 %             | 1          |
| SPD                           | –                  | –          |  | 03,0 %             | –          |
| Einzelbewerberin Jana Gramenz | –                  | –          |  | 00,4 %             | –          |
| Freie Wähler                  | 15,2 %             | 2          |  | –                  | –          |
| AfD                           | 05,3 %             | 1          |  | –                  | –          |
| Die Linke                     | 04,7 %             | 1          |  | –                  | –          |
| Insgesamt                     | 100 %              | 14         |  | 100 %              | 12         |

### Bürgermeister
- 2005–2014: Joachim Otto (CDU)
- seit 2014: Jutta Dinse (Bürgerbündnis Gützkow)

Dinse wurde bei der Bürgermeisterwahl am 26. Mai 2019 mit 51,7 % der gültigen Stimmen wiedergewählt. Am 9. Juni 2024 wurde sie mit 57,0 % der gültigen Stimmen ohne Gegenkandidat in ihrem Amt bestätigt. Ihre Amtsdauer beträgt fünf Jahre.

### Wappen

Historische Darstellung des Wappens um 1880

| Wappen der Stadt Gützkow | Blasonierung: „In Gold zwei schräg gekreuzte rote Stäbe, bewinkelt von vier golden besamten roten Rosen mit grünen Kelchblättern.“ |
| Wappen der Stadt Gützkow | Wappenbegründung: Das Wappen der Stadt Gützkow wird zuerst 1300/1301 in einem Siegel der Stadt fassbar, das sich an einer Urkunde im Stadtarchiv Rostock befindet. Es geht zurück auf Siegel und Wappen der aus der Altmark stammenden Edelherren von Salzwedel und des späteren Grafengeschlechts von Gützkow. Einer der Söhne Jaczo I. hatte der Stadt nicht nur das Stadtrecht, sondern auch sein Wappen verliehen, das auch in das große neunfeldrige Wappen des Herzogtums Pommern übernommen wurde. Außer in verschiedenen Siegeln, von denen die ältesten aus dem 17. und 18. Jahrhundert zugeordnet werden und wo das Wappen meist ohne Krone, gelegentlich aber auch mit Grafenkrone dargestellt ist, wurde das Stadtwappen aber nie bildlich geführt. Erst 1881 ist eine bildliche Darstellung aus der Registratur der Wappen der Provinz Pommern überliefert. Diese zeigt eine dreiarmige Mauerkrone für Städte mit weniger als 100.000 Einwohnern. 1871 wurde im Mittelrisalit des neu erbauten Gützkower Rathauses das Wappen mit Grafenkrone angebracht. Gleiches geschah 1879 auf dem Hasenberg am Schützenhaus. Das Wappen wurde 1999 von dem Schweriner Heraldiker Heinz Kippnick neu gezeichnet und unter der Nr. 178 der Wappenrolle des Landes Mecklenburg-Vorpommern registriert. |

### Flagge

Flagge der Stadt Gützkow

Die Stadt verfügt über keine amtlich genehmigte Flagge.
Gützkow scheint aber über eine inoffizielle Flagge zu verfügen. Dabei handelt es sich um eine Rot-Gelb gestreifte Flagge mit mittig aufgelegtem Stadtwappen, das mit einer Stadtmauer bekrönt ist. Sollte dies so sein, verstößt die Stadt gegen das Kommunalrecht, da Hoheitszeichen – und dazu zählen auch Flaggen – von amtlichen Stellen rechtlich legitimiert sprich genehmigt bzw. bestätigt sein müssen.

### Dienstsiegel
Das Dienstsiegel zeigt das Stadtwappen mit der Umschrift STADT GÜTZKOW.
Die Siegel sind in verschiedenen Ausführungen seit ca. 1600 überliefert, sie befinden sich heute im Stadtmuseum. Stadtkasse und Polizei, später auch das Standesamt hatten eigene Siegel, die in den beiden ersteren Einrichtungen den Siegeln der Stadt ähnelten, das Standesamtssiegel war dem preußischen Siegel angepasst.
Anmerkung: Die Zahlen unten rechts an den Siegeln sind die Durchmesser in mm, die Aufnahmen sind gespiegelt.

Siegel von Gützkow 1300/1301
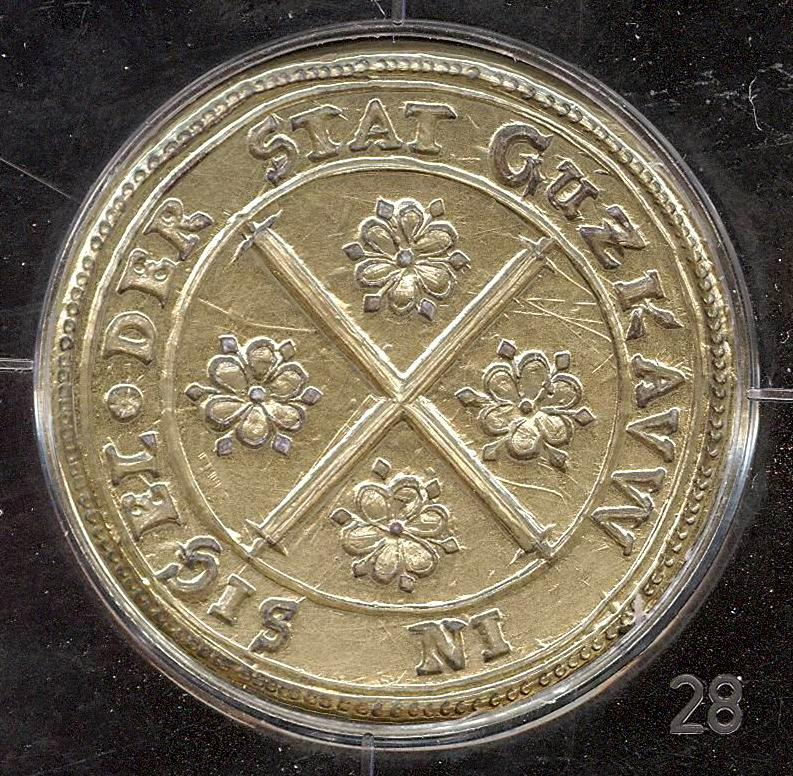
Siegel der Stadt Gützkow um 1600
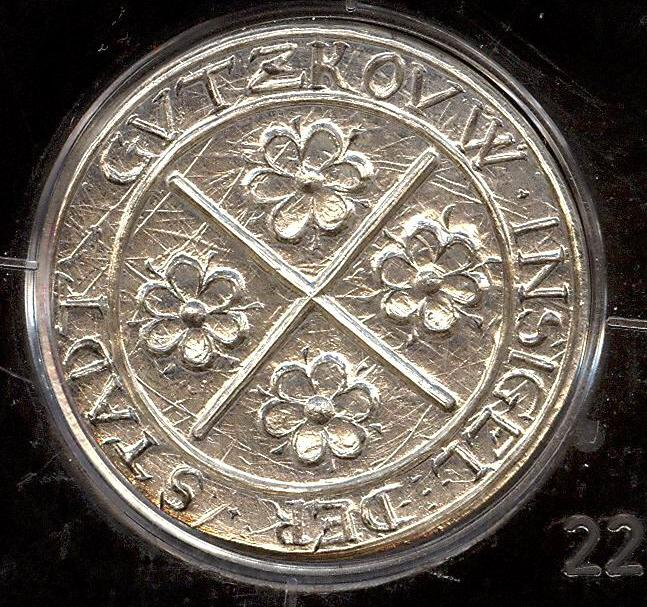
Siegel der Stadt Gützkow um 1700
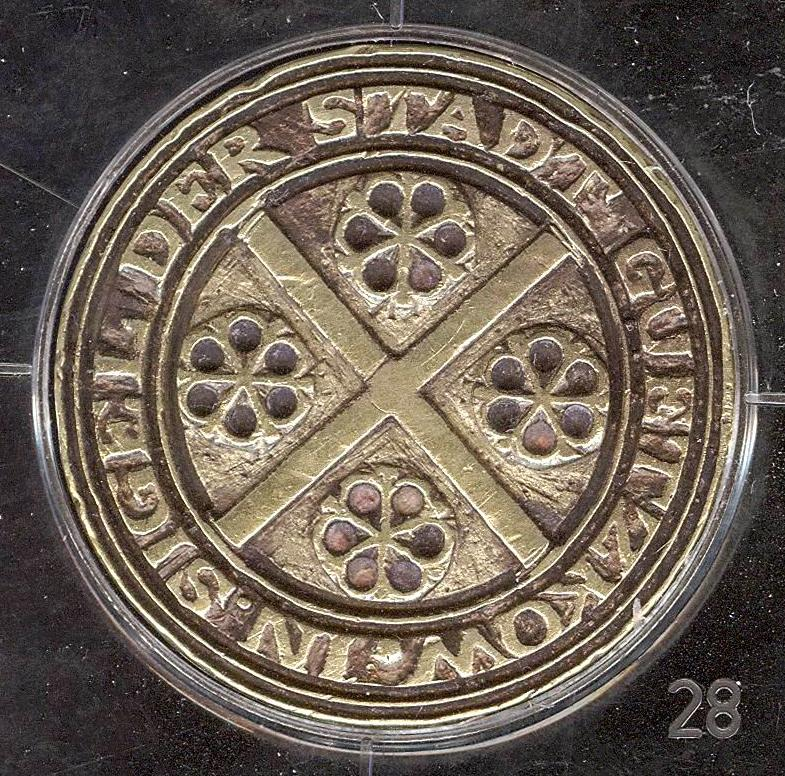
Siegel der Stadt Gützkow um 1800
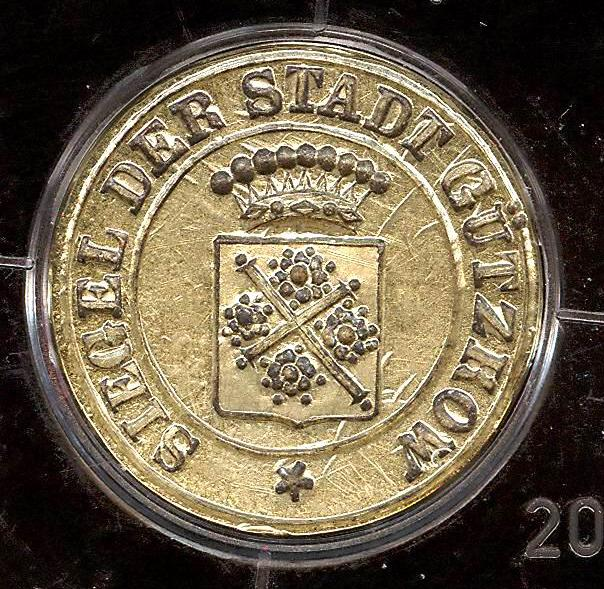
Siegel der Stadt Gützkow um 1900

### Partnerstädte
- Bohmte (Niedersachsen), Gemeinde im Landkreis Osnabrück, seit dem 29. Juni 1991
- Nowogard (Polen), Stadt im Powiat Goleniowski in der Woiwodschaft Westpommern, seit dem 24. August 2000

## Sehenswürdigkeiten und Kultur

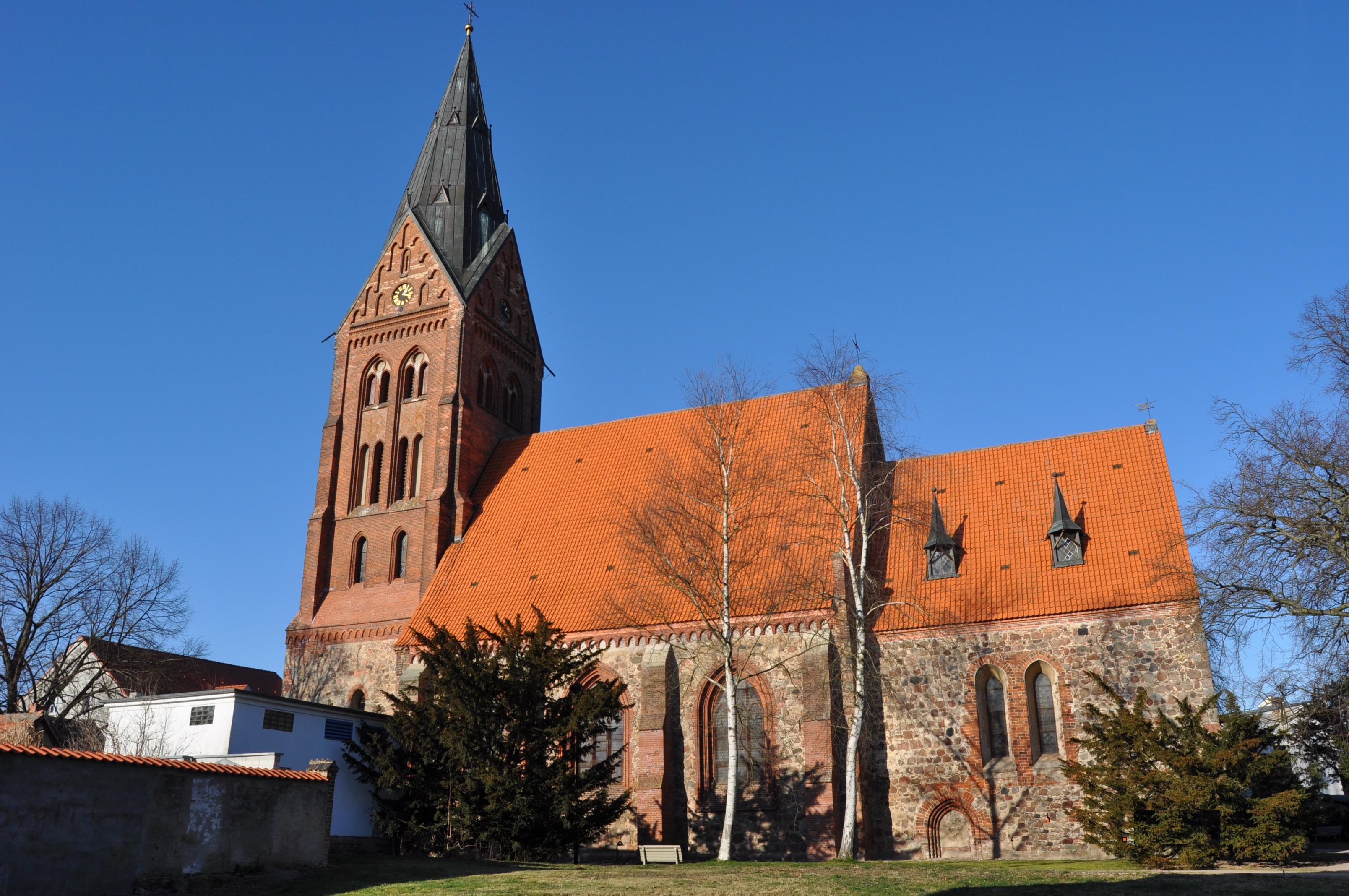
St. Nikolai-Kirche, Wahrzeichen der Stadt

### Bauwerke
- Nikolaikirche, 1241 erstmals erwähnt, damit eines der ältesten Bauwerke in Pommern. Der gemauerte frühgotische Feldsteinbau mit dem dreijochigen Langhaus und den Giebel- und Fensterwänden in Backstein wurde nach dem Stadtbrand von 1729 verändert saniert und 1881 bis 1883 umfangreich umgebaut. Der Westturm stammt aus dem 14. oder 15. Jahrhundert.
- Rathaus Gützkow von 1871, Backsteinbau mit Putzquaderung, Sockel aus Feldstein
- Fachwerkhäuser aus dem 18. Jahrhundert, u. a. Pfarrhaus von 1730 (Kirchstraße 11), Ackerbürgerhaus (Kirchstraße 3), Diakonhaus (Kirchstraße 12) und Schmiede (Kirchstraße 7)
- Schlossberg, bis ca. 1200 Sitz der slawischen Fürsten, der Gützkower Grafen (1216–1359/1378) und von Herzog Barnim VII. (1425–1451), bedeutendes Bodendenkmal, von 1930 bis 1934 freigelegt
- Bürgerhaus Gützkow auf dem Hasenberg, früher Schützenhaus Gützkow von 1879
- Denkmal zum 800-sten Jubiläum der Christianisierung an der Ostseite der Nikolai-Kirche von 1928, bestehend aus den Steinen des Großsteingrabes Klünterstein von Dambeck
- Turmhügel „Stuer“
- Kirche St. Marien in Kölzin (neogotisch) von 1862, Filialkirche von Gützkow
- Kapelle in Kuntzow, 1425 erstmals erwähnt, gehört zum Gützkower Kirchspiel, in der Kapelle und auf dem Friedhof ältere Beisetzungen der Familie von Corswandt
- Kirche Lüssow von 1823 und 1878 mit älteren Resten
- Gutshaus (Schloss) in Lüssow von 1869
- Gutshaus Neuendorf aus dem 19. Jahrhundert
- Gutshaus (Herrenhaus) in Owstin aus dem 19. Jahrhundert
- Gutshaus in Pentin von um 1850
- Schloss Wieck, ehemaliges Herrenhaus der Familie von Lepel von 1797, ab 1932 Schule, ab 1972 Klubhaus und seit 1991 Schloßgymnasium
- Grabkapelle Wieck, 1859 erbaut, 1996 bis 2003 rekonstruiert, jetzt als Trauungskapelle eingerichtet

### Gedenkstätten
- Denkmal für die Gefallenen der Kriege 1866/1871  auf dem Kirchplatz (von 1890)
- Gedenkstätte für die 106 Gefallenen des Ersten Weltkriegs aus Gützkow, 2003 um die 269 Gefallenen und Vermissten des Zweiten Weltkrieges erweitert, 1921 auf dem Hasenberg errichtet
- Kriegsgräberstätte für zwei Zwangsarbeiter und einen deutschen Feldwebel auf dem Friedhof, 1944/45 entstanden

### Grünflächen und Naherholung

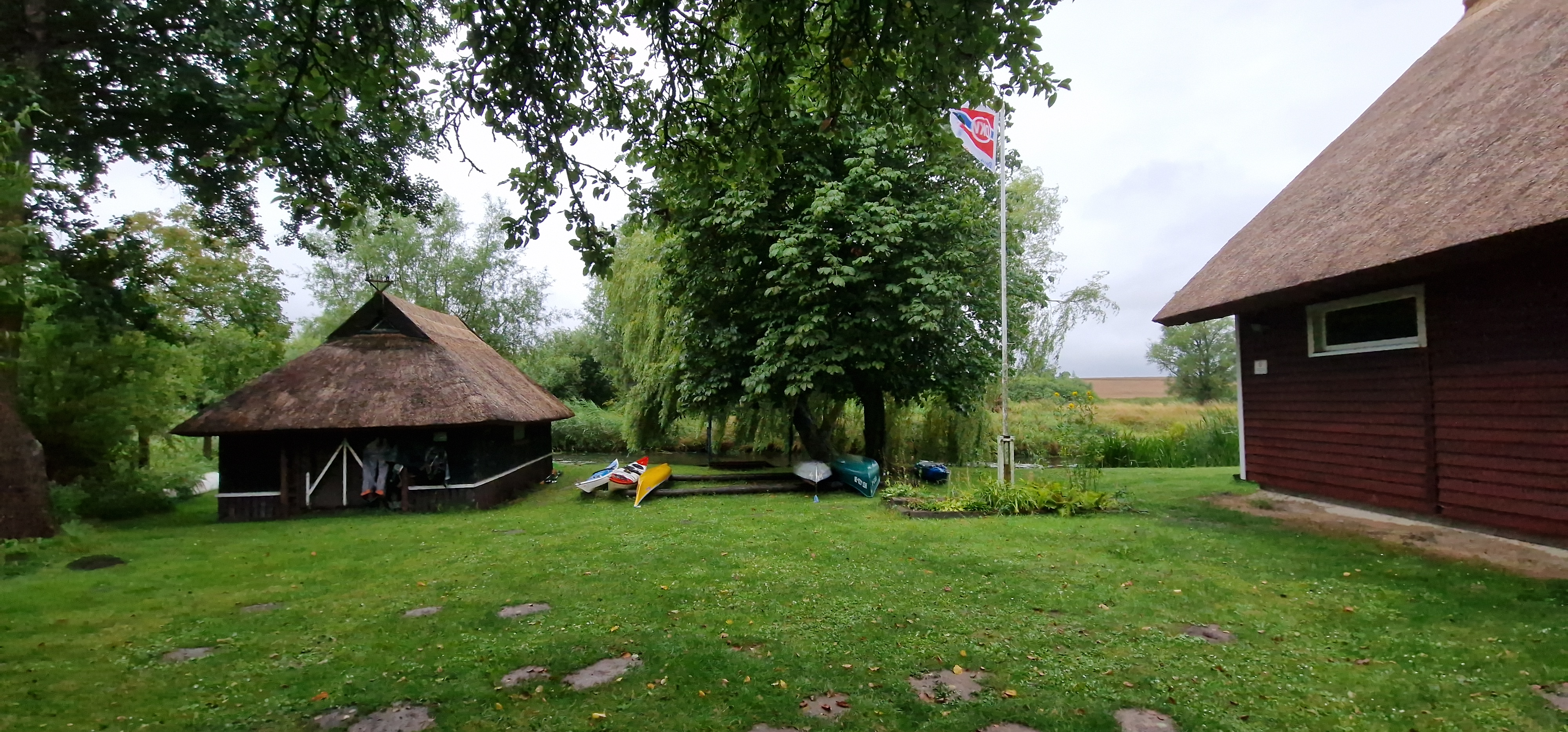
Anleger des Kanuvereins Gützkow an der Swinow

- Naturschutzgebiet Peenewiesen zu beiden Seiten des Fährdammes mit Aussichtspunkt Totenberg
- Parkanlagen in Wieck und Lüssow
- Kosenowsee mit Badeanstalt, Promenadenweg und Freilichtbühne
- Parkanlagen „Hasenberg“ und „Schiefenberg“
- Kanustation am Kanal
- Bootshausanlagen bei Gützkow, Lüssow und Breechen

## Wirtschaft und Infrastruktur
Gützkow ist landwirtschaftlich geprägt. Aus der in der DDR dominierenden LPG (Pflanzenproduktion) Gützkow wurde die Wiecker Pflanzenbau GmbH, musste aber von den ursprünglichen über 8000 Hektar auf rund 6000 Hektar reduziert werden. Die ehemalige LPG (Tierproduktion) Gützkow wurde ebenfalls reduziert, hat ihren Sitz in Dargezin und noch Restbauten und Flächen in einigen Orten (z. B. Upatel). Hinzu kommen weitere, aber kleine Privatlandwirte.
Gewerbebetriebe befinden sich in fast allen Ortsteilen. Die größten sind Spedition und Bauhandel Görs, Getränkehandel Fischer, Tischlerei Hecker und viele Handwerksbetriebe. In Gützkow konzentrieren sich die Handelseinrichtungen, die größten sind Lidl und Netto. Auch eine Reihe von Service-Einrichtungen, Gaststätten und Dienstleistern sind hier konzentriert.

### Verkehr
Durch die Stadt führt die Bundesstraße 111 nach Wolgast – seit 2005 mit einer nördlichen Ortsumgehung. Zwei km westlich befindet sich die Anschlussstelle Gützkow an der Bundesautobahn 20 (Rostock–Kreuz Uckermark).
Gützkow verfügt über keinen Bahnanschluss. Der nächstgelegene Bahnhof ist Züssow an der Bahnstrecke Berlin–Stralsund.

### Bildung
Gützkow hat eine Regionale Schule mit Grundschule, die „Peenetal-Schule“, und das „Schlossgymnasium Gützkow“.
Auch eine Kindertagesstätte befindet sich im Ort.

## Persönlichkeiten

### Söhne und Töchter der Stadt
- Eleonore Hyppolithe Rühs (1774–1845), Tochter von Johann August Kriebel und Ehefrau des Historikers Friedrich Rühs
- Juliane Maria Johanna Gering (1794–1874), Ehefrau des Dichters Wilhelm Meinhold und Enkelin des Rostocker Theologen Johann Jakob Quistorp
- Albrecht Wilke (1843–1902), Lehrer und Schuldirektor
- Arthur Wuthenow (1844–1921), evangelischer Theologe
- Otto Friedrich Passehl (1874–1940), Politiker (SPD) und Reichstagsabgeordneter
- Konrad Kreßmann (1875–1943), Unternehmer, Legatstifter, Ehrenbürger von Gützkow
- Emil Kreßmann (1877– ?), Kaufmann, Legatstifter, Ehrenbürger von Gützkow
- Hans Reddemann (* 1934), Mediziner
- Eberhard Schmidt (* 1949), Hydrologe
- Dieter Lindemann (1951–2003), Schwimmtrainer

Lüssow
- Carl Gustav von Wolffradt (1672–1741), schwedischer Kavalleriegeneral
- Fritz Sdunek (1947–2014), Boxtrainer, seit 2009 Ehrenbürger von Lüssow

### Mit Gützkow verbundene Persönlichkeiten
- Jaczo von Salzwedel (~1180–~1248), Graf von Gützkow
- Johann August Kriebel (1735–1818), von 1767 bis 1783 Vizepleban in Gützkow
- Carl Johann Christoph Fabriz (1794– ?), Rechtsgelehrter, Bürgermeister von Gützkow (1819–1842), Legatstifter, Ehrenbürger von Gützkow
- Johann Friedrich Mascow (?–1837), Gutsherr in Neuendorf (1826–1836), Legatstifter, Ehrenbürger von Gützkow
- Ferdinand Wuthenow (1812–1882), Jurist, Bürgermeister in Gützkow 1842–1849
- Alwine Wuthenow (1820–1908), niederdeutsche Dichterin, lebte in Gützkow von 1824 bis 1849
- Walter Ewert (1895–1975), Heimatforscher, Archiv- und Bodendenkmalpfleger, 1996 postum Ehrenbürger von Gützkow
- Heinrich Bandlow (1855–1933), Schriftsteller, schrieb und sammelte Artikel über Gützkow